# Provincia di Sidi Bennour
La provincia di Sidi Bennour è una divisione della regione Casablanca-Settat in Marocco.
Il 22 gennaio 2009, il Ministero degli Interni annunciò la creazione della provincia di Sidi Bennour. La creazione della provincia di Sidi Bennour, e di altre 12 fra province e prefetture, avvenne in applicazione degli orientamenti contenuti nel discorso del re del Marocco in occasione del trentatreesimo anniversario della Marcia verde.
Confina con la provincia di El Jadida a nord e con la provincia di Safi a sud, e si estende sul litorale dell'oceano Atlantico a ovest, sul quale è ubicata la città di Oualidia. La sua rete stradale, lunga 833 km, comprende 780 km di strade asfaltate.